# Isaías Carrasco
Pour les articles homonymes, voir Carrasco.
Isaías Carrasco, né le 11 juin 1966 à Arrasate dans la province du Guipuscoa, décédé le 7 mars 2008 à 41 ans,  était un homme politique basque, du Parti socialiste ouvrier espagnol. Il a été assassiné devant chez lui, le 7 mars 2008, par l'ETA, deux jours avant les élections générales.